# Jernteatret
Jernteatret er en Magisk realisme roman af den georgiske forfatter Otar Chiladze udgivet i 1981. Oversat af Jan Hansen i 1996.
Otar Chiladze udgiver romanen i 1981, hvor Georgien igen var under russisk besættelse. Det giver romanen et klar politisk sigte og kan bruges som fortælling alle steder hvor lande eller områder er besat og hvor der slås hårdt ned på selvstændighedsbevægelser.